# Agel
Agel ist eine französische Gemeinde mit 244 Einwohnern (Stand 1. Januar 2022) im Département Hérault in der Region Okzitanien; sie gehört zum Arrondissement Béziers und zum Kanton Saint-Pons-de-Thomières.
Die Rebflächen der Gemeinde gehören zum Weinbaugebiet Minervois. Das Gemeindegebiet gehört zum Regionalen Naturpark Haut-Languedoc.

## Bevölkerungsentwicklung
- 1962: 245
- 1968: 249
- 1975: 218
- 1982: 204
- 1990: 166
- 1999: 167
- 2010: 219
- 2017: 235

## Persönlichkeiten
- Rotbald I. von Agel, † vermutlich 949, Stammvater der Grafen von Provence